# Stanisław Szozda
Stanisław Szozda (sinh ngày 25 tháng 9 năm 1950 - mất ngày 23 tháng 9 năm 2013) là một tay đua xe đạp ưu tú người Ba Lan. Thành tích tốt nhất được ghi nhận trong cuộc đua đồng đội thử nghiệm cự ly 100 km. Trong sự kiện này, Stanisław Szozda giành được hai huy chương bạc tại Thế vận hội Mùa hè 1972 và 1976.
Năm 1974, Stanisław Szozda vô địch giải đua Tour de Bretagne Cycliste ở cả hạng mục thi đấu cá nhân và thi đấu nhóm. Bên cạnh đó, Stanisław Szozda cũng thắng giải đua Tour de Pologne vào năm 1971, giải Tour of Algeria năm 1973, giải Peace Race năm 1974 và giải Tour of Małopolska năm 1976. Stanisław Szozda về đích ở vị trí thứ nhì trong giải đua Peace Race năm 1976 và về đích ở vị trí thứ nhất với đội Ba Lan vào năm 1973.
Sau cú ngã trong giải đua Peace Race năm 1978, Stanisław Szozda bị chấn thương cột sống và phải dừng sự nghiệp thi đấu.
Stanisław Szozda kết hôn với Grażyna Szozda. Cặp đôi có với nhau một cô con gái Natalia và một cậu con trai Radosław. Stanisław Szozda đã được vinh dự trao tặng Huân chương Polonia Restituta.